# Nicotiana forgetiana
Nicotiana forgetiana là loài thực vật có hoa trong họ Cà. Loài này được hort. ex Hemsl. mô tả khoa học đầu tiên năm 1905.